# رذاذ

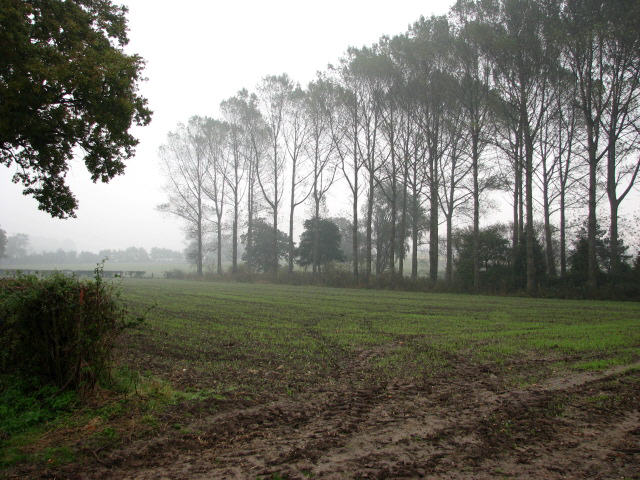
رذاذ في نورفك، إنجلترا.

الرذاذ هو عبارة عن هطول سائل بشكلٍ خفيف يتكون من قطرات ماء سائلة أصغر من المطر تكون أصغر عمومًا من 0.5 مليمتر (0.02 بوصة) في القطر. عادة ما يتم إنتاج رذاذ بواسطة السحب الطبقية المنخفضة والغيوم الطبقية. تكون معدلات هطول الأمطار الناتجة عن رذاذ المطر 0.04 مليمتر في اليوم أو أقل على الأرض. ونظرًا لصغر حجم قطرات الرذاذ، فإنه يتبخر في كثير من الظروف إلى حد كبير قبل الوصول إلى الأرض، وبالتالي قد لا يتم رصده بواسطة مراقبي الأرض. كود تقرير الطقس للرذاذ هو DZ والرذاذ المتجمد هو FZDZ.

## تأثيرات
في حين أن معظم الرذاذ ليس لديها سوى تأثير فوري قاصرعلى البشر، إلا أن الرذاذ المتجمد يمكن أن يؤدي إلى ظروف عدة. يحدث الرذاذ المتجمد عندما يسقط رذاذًا فائق التبريد على سطح تكون درجة حرارته أقل من درجة التجمد. هذه القطرات تتجمد فورًا عند الاصطدام، مما يؤدي إلى تراكم جليد الصفيحة (يطلق عليه أحيانًا الجليد الأسود) على سطح الطرق.

## الظهور

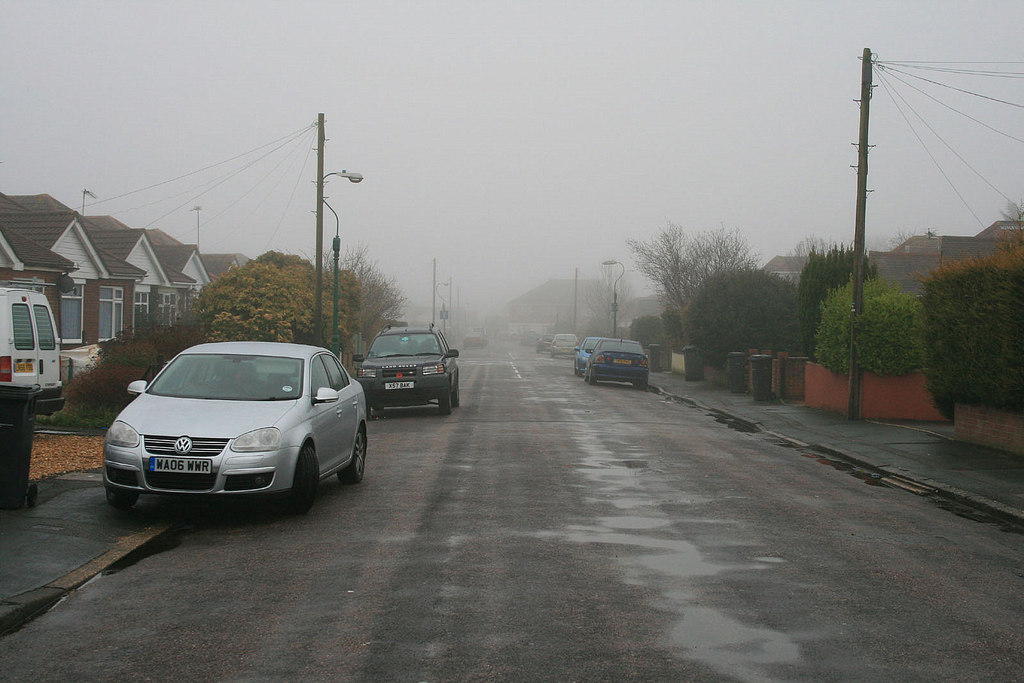
رذاذ في بورنموث، إنجلترا.

يميل الرذاذ إلى أن يكون أكثر أشكال هطول الأمطار شيوعًا على مساحات واسعة من محيطات العالم، خاصةً في المناطق الأكثر برودة في المناطق شبه الاستوائية. يسيطر على هذه المناطق طبقة من السحب البحرية الضحلة وغيوم السحب التراكمية للرياح، والتي توجد بالكامل داخل طبقة الحدود البحرية. على الرغم من انخفاض معدلات تراكم الأسطح، فقد أصبح من الواضح أن الرذاذ يمارس تأثيرًا كبيرًا على بنية السحب وتغطيته وخصائصه الإشعاعية في هذه المناطق.
وقد حفز ذلك العلماء على تصميم أدوات أكثر تطوراً وحساسية مثل الرادارات عالية التردد التي يمكنها اكتشاف الرذاذ. أظهرت هذه الدراسات أن كمية الرذاذ ترتبط ارتباطًا وثيقًا بمورفولوجيا السحابة وتميل إلى أن تكون مرتبطة بالمصنوعات الحديثة داخل طبقة الحدود البحرية. تم العثور على كميات متزايدة من رذاذ في السحب البحرية التي تتشكل في كتل الهواء النظيف التي تحتوي على تركيزات منخفضة من قطرات السحب. يمكن استكشاف هذا الترابط بين السحب والرذاذ باستخدام النمذجة الرقمية عالية الدقة مثل محاكاة الدوامة الكبيرة.

## تأثير الهباء الجوي
وُضعت فرضيات من قبل مجموعة من علماء الغلاف الجوي في جامعة تكساس إيه آند إم  أن الجسيمات في الغلاف الجوي التي تسببها الأنشطة البشرية قد تكبح الرذاذ. نظرًا لأن الرذاذ يمكن أن يكون وسيلة فعالة لإزالة الرطوبة من السحابة، فإن كبحها يمكن أن يساعد في زيادة سماكة غيوم طبقية السحب البحرية وتغطيتها وطول عمرها. هذا من شأنه أن يؤدي إلى زيادة سحابة البياض على نطاق إقليمي إلى عالمي، وتأثير تبريد على الغلاف الجوي. تشير التقديرات باستخدام نماذج مناخية عالمية معقدة إلى أن هذا التأثير قد يخفي جزئياً آثار زيادات غازات الدفيئة على درجة حرارة سطح الأرض. ومع ذلك ليس من الواضح أن تمثيل العمليات الكيميائية والفيزيائية اللازمة لمحاكاة التفاعل بين الهباء والغيوم والرذاذ في النماذج المناخية الحالية بدقة كافية لفهم التأثيرات العالمية للتغيرات في الجسيمات تمامًا.